# Saint-Philbert-des-Champs
Saint-Philbert-des-Champs és un municipi francès situat al departament de Calvados i a la regió de Normandia. L'any 2007 tenia 680 habitants.

## Demografia

### Població
El 2007 la població de fet de Saint-Philbert-des-Champs era de 680 persones. Hi havia 270 famílies de les quals 52 eren unipersonals (36 homes vivint sols i 16 dones vivint soles), 95 parelles sense fills, 111 parelles amb fills i 12 famílies monoparentals amb fills.
La població ha evolucionat segons el següent gràfic:
Habitants censats

### Habitatges
El 2007 hi havia 317 habitatges, 263 eren l'habitatge principal de la família, 50 eren segones residències i 4 estaven desocupats. 312 eren cases i 3 eren apartaments. Dels 263 habitatges principals, 222 estaven ocupats pels seus propietaris, 32 estaven llogats i ocupats pels llogaters i 9 estaven cedits a títol gratuït; 3 tenien dues cambres, 26 en tenien tres, 65 en tenien quatre i 169 en tenien cinc o més. 234 habitatges disposaven pel capbaix d'una plaça de pàrquing. A 112 habitatges hi havia un automòbil i a 140 n'hi havia dos o més.

### Piràmide de població
La piràmide de població per edats i sexe el 2009 era:
| Homes | Edats   | Dones |
| ----- | ------- | ----- |
| 0     | 95 o +  | 0     |
| 2     | 90 a 94 | 1     |
| 3     | 85 a 89 | 6     |
| 1     | 80 a 84 | 1     |
| 11    | 75 a 79 | 5     |
| 10    | 70 a 74 | 13    |
| 11    | 65 a 69 | 16    |
| 14    | 60 a 64 | 17    |
| 14    | 55 a 59 | 18    |
| 34    | 50 a 54 | 24    |
| 28    | 45 a 49 | 28    |
| 23    | 40 a 44 | 20    |
| 16    | 35 a 39 | 27    |
| 23    | 30 a 34 | 19    |
| 15    | 25 a 29 | 12    |
| 10    | 20 a 24 | 14    |
| 33    | 15 a 19 | 30    |
| 20    | 10 a 14 | 21    |
| 21    | 5 a 9   | 21    |
| 15    | 0 a 4   | 9     |

## Economia
El 2007 la població en edat de treballar era de 441 persones, 312 eren actives i 129 eren inactives. De les 312 persones actives 288 estaven ocupades (152 homes i 136 dones) i 24 estaven aturades (12 homes i 12 dones). De les 129 persones inactives 58 estaven jubilades, 28 estaven estudiant i 43 estaven classificades com a «altres inactius».

### Ingressos
El 2009 a Saint-Philbert-des-Champs hi havia 262 unitats fiscals que integraven 707,5 persones, la mediana anual d'ingressos fiscals per persona era de 18.037 €.

### Activitats econòmiques
Dels 25 establiments que hi havia el 2007, 1 era d'una empresa extractiva, 1 d'una empresa alimentària, 3 d'empreses de fabricació d'altres productes industrials, 7 d'empreses de construcció, 7 d'empreses de comerç i reparació d'automòbils, 1 d'una empresa d'hostatgeria i restauració, 2 d'empreses immobiliàries i 3 d'empreses de serveis.
Dels 9 establiments de servei als particulars que hi havia el 2009, 2 eren tallers de reparació d'automòbils i de material agrícola, 2 paletes, 1 guixaire pintor, 1 fusteria, 1 lampisteria, 1 electricista i 1 restaurant.
L'any 2000 a Saint-Philbert-des-Champs hi havia 20 explotacions agrícoles que ocupaven un total de 936 hectàrees.

## Equipaments sanitaris i escolars
El 2009 hi havia una escola elemental.

## Poblacions més properes
El següent diagrama mostra les poblacions més properes.